# Karol Lutostański

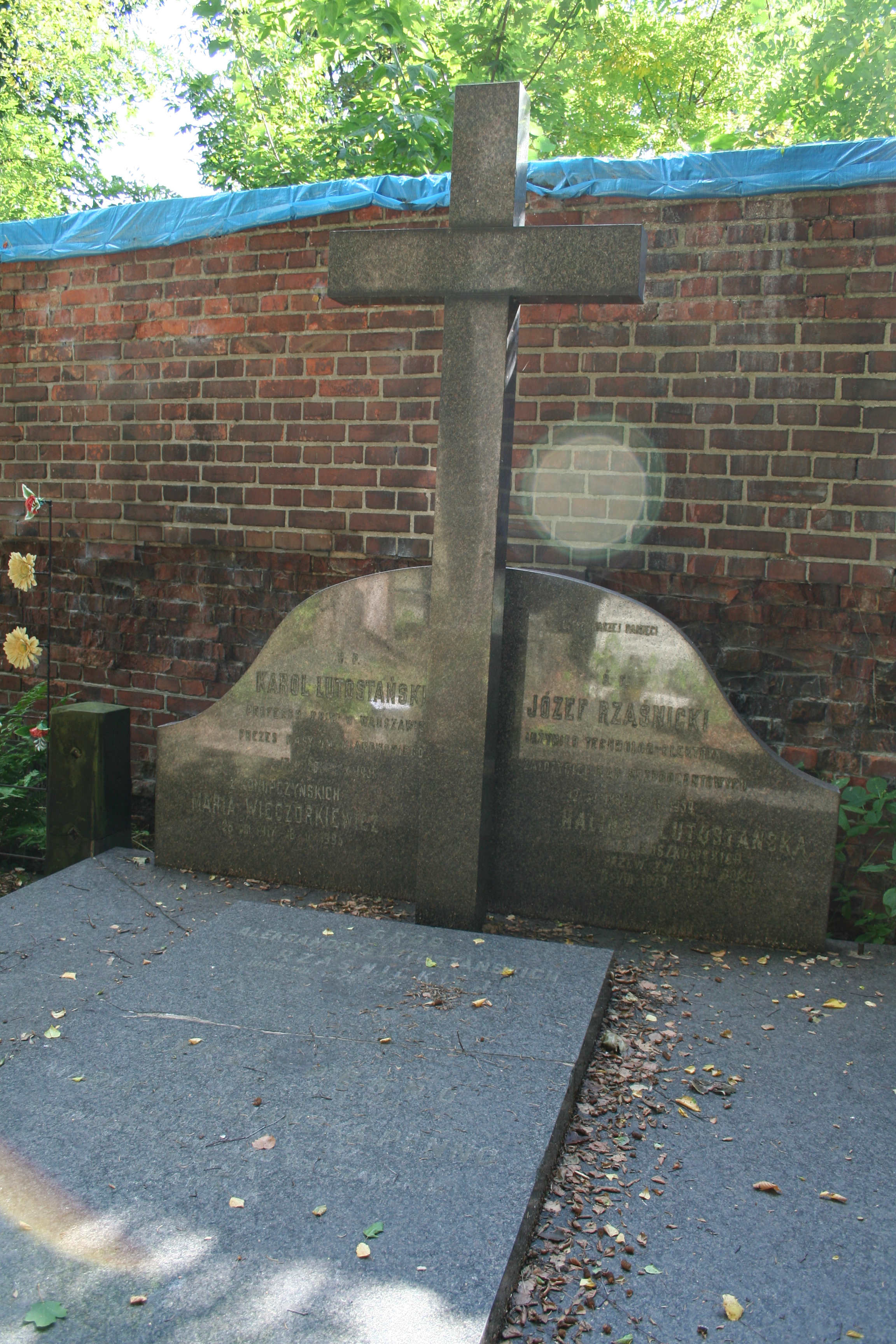
Grób Karola Lutostańskiego na warszawskim cmentarzu Stare Powązki

Karol Lutostański h. Ślepowron (ur. 13 stycznia 1880 w Radomiu, zm. 1 października 1939 w Warszawie) – polski prawnik, specjalista prawa rodzinnego, profesor Uniwersytetu Warszawskiego, adwokat, członek Towarzystwa Naukowego Warszawskiego.

## Życiorys
Był synem Seweryna (1839–1905) prawnika, sędziego izby apelacyjnej w Warszawie i Marii z Chmielewskich (zm. 1924). Uczęszczał do IV Gimnazjum w Warszawie (do 1899), następnie studiował prawo na Cesarskim Uniwersytecie Warszawskim (1899–1903), uzyskując stopień kandydata prawa (1903, na podstawie pracy O pojęciu giełdy). Uzupełniał studia na uniwersytetach w Lipsku, Berlinie i Paryżu (do 1905). Był adwokatem pomocniczym (do listopada 1905), następnie kandydatem do posad sądowych (1905–1908) i adwokatem przysięgłym (1908–1918) w Warszawskiej Izbie Sądowej.
W 1913 wraz z Szymonem Rundsteinem, Stanisławem Posnerem i Zygmuntem Nagórskim był współzałożycielem czasopisma „Themis Polska”.
W 1917 podjął wykłady z prawa cywilnego na Uniwersytecie Warszawskim, od 1919 jako profesor nadzwyczajny i kierownik Katedry Prawa Cywilnego; pełnił również funkcję sędziego uniwersyteckiego (1919–1923) oraz trzykrotnie dziekana Wydziału Prawa (1929/1930, 1932/1933, 1934/1935). W 1919 wszedł w skład Komisji Kodyfikacyjnej RP, w latach 1933–1939 był jej wiceprzewodniczącym. Kierował Departamentem Ustawodawczym Ministerstwa Sprawiedliwości (1933–1939), a w 1919 Biurem Prac Kongresowych, dostarczającym materiały na konferencję pokojową w Wersalu.
W 1908 został powołany na członka rzeczywistego Towarzystwa Naukowego Warszawskiego, w 1929 na członka zwyczajnego. Działał w Towarzystwie Prawniczym (1912–1915 sekretarz generalny, 1920–1939 prezes), Kasie im. Mianowskiego (1913–1923 sekretarz generalny, od 1923 prezes), Polskim Komitecie Międzynarodowej Współpracy Intelektualnej, Towarzystwie Obrony Prawa Autorskiego.
W 1920 otrzymał nagrodę Akademii Francuskiej, uniwersytet w Lille nadał mu doktorat honoris causa (1933). Został odznaczony m.in. Krzyżem Komandorskim Orderu Polonia Restituta oraz Krzyżem Oficerskim francuskiej Legii Honorowej.
W 1929 opracował projekt reformy przepisów prawa rodzinnego, dopuszczający rozwody oraz zawieranie małżeństw w formie świeckiej albo wyznaniowej, co spotkało się z krytyką Kościoła katolickiego oraz kół konserwatywnych. Przedstawił uzasadnienie zmiany polskiego prawa cywilnego, znoszącej przewagę prawną męża nad zamężną kobietą; był rzecznikiem przedkładania dobra rodziny nad dobrem jednostki w postępowaniu prawnym. Zajmował się również prawem spadkowym i majątkowym w kontekście małżeństwa oraz prawami kobiety względem mężczyzny w związku pozamałżeńskim. Zainicjował wydawnictwo zbiorowe „Prawo cywilne obowiązujące w Królestwie Polskim” (1914), przygotował edycję tomu dokumentów Les Partages de la Pologne et la lutte pour l'independance (1918). Ogłosił kilka przekładów, m.in. Zasady prawa konstytucyjnego Adhemara Esmeina (1904, z Władysławem Konopczyńskim), Niemieckie związki zawodowe Karla Legiena (1906), Prawo strajku i Strajki i kwestya społeczna Aleksandra Mikłaszewskiego (1906), Społeczne zadania nauki prawa (1908) i Prawo do całkowitego wytworu prawa (1909) Antona Mengera.

### Życie prywatne
Siostra Lutostańskiego Jadwiga (1887–1961), wyszła za mąż za znanego historyka Władysława Konopczyńskiego (szwagrowie współpracowali ze sobą w pracy naukowej). Druga siostra, Aleksandra (1885–1971) została żoną inżyniera elektryka Józefa Rząśnickiego.
W czasie niemieckiego bombardowania Warszawy 25 września 1939 odłamek pocisku wpadł do mieszkania Lutostańskiego i zranił go w szyję. Ponieważ chorował na cukrzycę, rana nie mogła się zagoić, co doprowadziło do poważnych powikłań i śmierci. Został pochowany na cmentarzu Stare Powązki w Warszawie (kwatera 182-2-14,15).

## Publikacje (wybór)
- Uspołecznienie prawa (1906),
- O wpływie formy na ważność małżeństwa w katolickiem prawie kanonicznem (1906),
- Z badań nad pierwiastkiem prywatnym i publicznym w procesie cywilnym (1907),
- Zaręczyny w prawie małżeńskiem z roku 1836 (1907),
- A Brief Outline of Polish History (1915, z Władysławem Konopczyńskim),
- Regime politique et administrative de la Pologne Prussienne (1918),
- La Pologne Autrichienne (1919),
- Zasady projektu prawa małżeńskiego (1931),
- Projekt majątkowego prawa małżeńskiego (1934),
- De l'abus du droit dans la responsabilite (1940).

## Odznaczenia i nagrody
- Krzyż Komandorski Orderu Odrodzenia Polski (2 maja 1924)[5][6]
- Krzyż Oficerski francuskiej Legii Honorowej
- Nagroda Akademii Francuskiej (1920)
- Doktorat honoris causa Uniwersytetu w Lille (1933)